# William Clayton Anderson
William Clayton Anderson (* 26. Dezember 1826 in Lancaster, Garrard County, Kentucky; † 23. Dezember 1861 in Frankfort, Kentucky) war ein US-amerikanischer Politiker. Zwischen 1859 und 1861 vertrat er den Bundesstaat Kentucky im US-Repräsentantenhaus.

## Leben

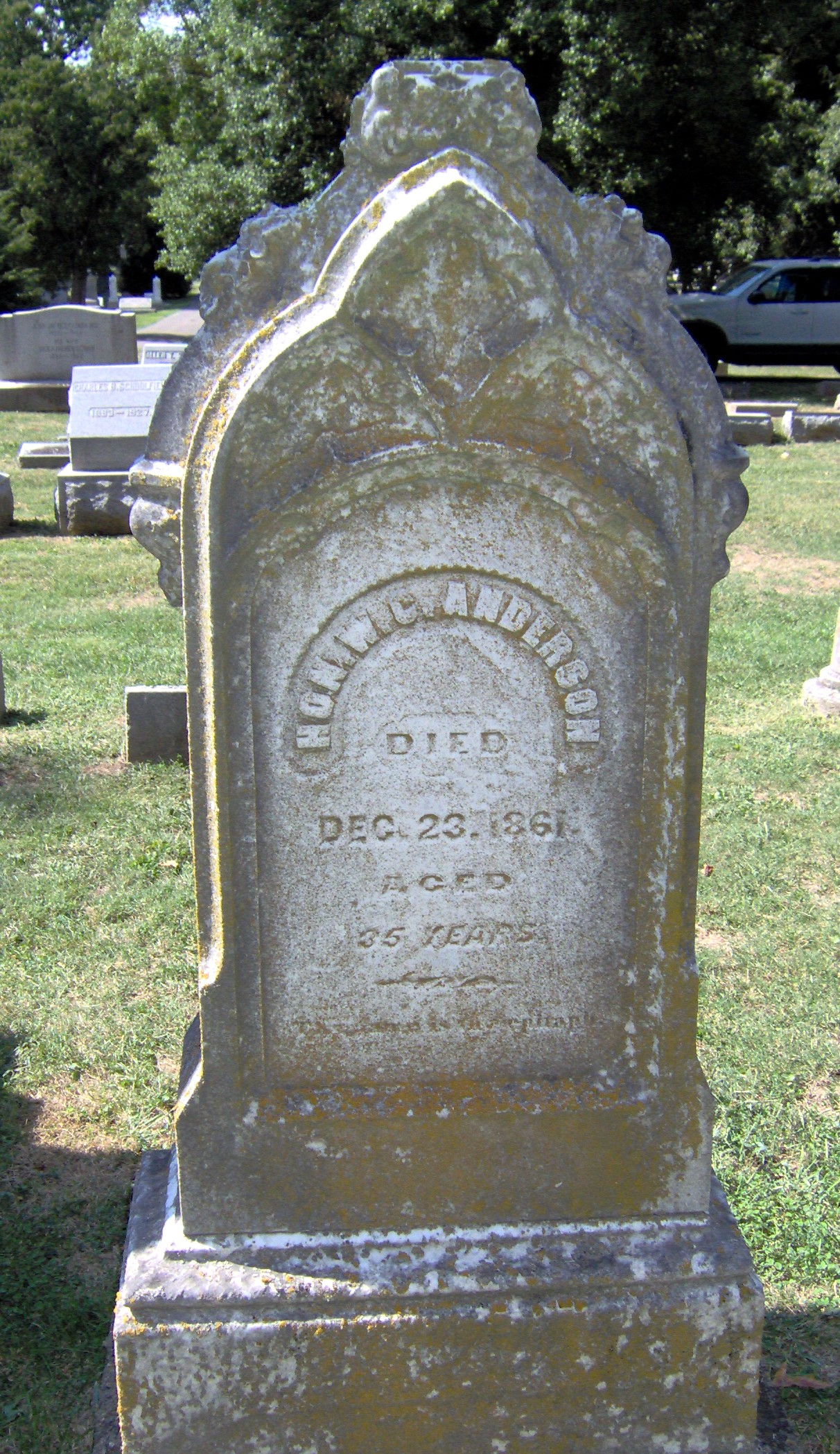
Andersons Grab in Danville, Kentucky

William Anderson war der Sohn von Simeon H. Anderson (1802–1840), der zwischen 1839 und 1840 ebenfalls den Staat Kentucky im Kongress vertrat. Außerdem war er ein Neffe von Albert G. Talbott, seinem Vorgänger im US-Repräsentantenhaus. Anderson besuchte private Schulen und danach bis 1845 das Centre College in Danville. Nach einem anschließenden Jurastudium und seiner Zulassung als Rechtsanwalt begann er in Lancaster in diesem Beruf zu arbeiten. 1847 verlegte er seine Kanzlei und seinen Wohnsitz nach Danville.
Politisch war Anderson zunächst Mitglied der Whig Party. Zwischen 1851 und 1853 saß er als Abgeordneter im Repräsentantenhaus von Kentucky. Nach der Auflösung der Whigs wurde er Mitglied der kurzlebigen American Party. Bei den Präsidentschaftswahlen des Jahres 1856 war er einer von deren Wahlmännern, die für den ehemaligen Präsidenten Millard Fillmore stimmten, wobei dieser bei der Wahl keine Siegeschance hatte. Im selben Jahr kandidierte Anderson erfolglos für den Kongress.
Bei den Kongresswahlen des Jahres 1858 wurde er als Kandidat der Opposition Party, der er sich zwischenzeitlich angeschlossen hatte, im vierten Wahlbezirk von Kentucky in das US-Repräsentantenhaus in Washington, D.C. gewählt, wo er am 4. März 1859 die Nachfolge seines Onkels Albert Talbott antrat. Da er im Jahr 1860 auf eine erneute Kandidatur verzichtete, konnte Anderson bis zum 3. März 1861 nur eine Legislaturperiode im US-Repräsentantenhaus absolvieren. Diese war von den Diskussionen im Vorfeld des Bürgerkrieges geprägt. Im Jahr 1861 wurde er als Unionist noch einmal in das Repräsentantenhaus von Kentucky gewählt. Dort starb er während einer Sitzung der Kammer am 23. Dezember 1861.